# Hitbox (web series)
Hitbox es una serie web de comedia de acción en vivo australiana-estadounidense creada por Kevin y Luke Lerdwichagul .
La serie anteriormente presentaba a Luke y Kevin vestidos como personajes de Nintendo y luchando contra otros y actualmente presenta a Kevin y sus amigos imitando poses de videojuegos en la vida real.
La serie se encuentra actualmente en pausa desde la pandemia de COVID-19, y por el momento no hay señales de que regrese. 

## Desarrollo
La serie se anunció por primera vez en el video SMG4 Direct (GRAN ACTUALIZACIÓN DEL CANAL), y el primer episodio se lanzó el 21 de septiembre de 2018.

## Episodios
NOTA : Todos los episodios fueron escritos y dirigidos por Kevin Lerdwichagul.

### Temporada 1 (2018-19)
Hitbox recibió críticas positivas tanto de los fanáticos como de los críticos. IMDb le dio a la serie un 8,2/10. 